# Reckless (Album)
Reckless (engl. für: „Rücksichtslos“) ist das vierte Studioalbum des kanadischen Rocksängers Bryan Adams, das im November 1984 erschien. Es gehört bis heute zu seinen erfolgreichsten Alben und verschaffte Adams den großen Durchbruch. Weiterhin enthält es mit Summer of ’69 eines seiner populärsten Lieder.
Kids Wanna Rock wiederum zählt zu den beliebtesten Liedern und ist die rockigste und härteste sowie die am schnellsten gespielte Nummer. Die LP enthält auch die meisten und längsten Soli.

## Hintergrund
Im Juni 1983 nahm Bryan Adams das Lied  Heaven auf, das erstmals auf dem Soundtrack zum Film A Night in Heaven im selben Jahr erschien. Sowohl Adams als auch der Produzent Jimmy Iovine waren anfangs gegen die Veröffentlichung des Liedes auf Reckless, da es musikalisch nicht ins Konzept zu passen schien. Adams selbst änderte im letzten Moment seine Meinung dazu. 
Die restlichen Lieder des Albums nahm er nach der Tournee zum Album Cuts Like a Knife vom März bis August 1984 auf. Alle Songs vom Album Reckless komponierte Adams mit Jim Vallance. Vom Album ließen sich bis heute mehr als 13 Millionen Exemplare verkaufen. Die Lieder des Albums erfreuen sich bis heute großer Beliebtheit. So erscheinen etwa 1993 auf der 14 Songs umfassenden Kompilation So Far So Good sechs der zehn Lieder aus Reckless auf dieser Zusammenstellung.

## Titelliste
1. One Night Love Affair (Bryan Adams, Jim Vallance) – 4:32
2. She’s Only Happy When She’s Dancin’ (Bryan Adams, Jim Vallance) – 3:14
3. Run to You (Bryan Adams, Jim Vallance) – 3:54
4. Heaven (Bryan Adams, Jim Vallance) – 4:03
5. Somebody (Bryan Adams, Jim Vallance) – 4:44
6. Summer of ’69 (Bryan Adams, Jim Vallance) – 3:35
7. Kids Wanna Rock (Bryan Adams, Jim Vallance) – 2:36
8. It’s Only Love (Bryan Adams, Jim Vallance) – 3:15 (feat. Tina Turner)
9. Long Gone (Bryan Adams, Jim Vallance) – 3:57
10. Ain’t Gonna Cry (Bryan Adams, Jim Vallance) – 4:06

## Mitwirkende
- Bryan Adams: Gesang, Rhythmusgitarre, Klatschen, Klavier, Mundharmonika, Koproduzent
- Keith Scott: Gitarre, Rhythmusgitarre, Backgroundgesang
- Jim Vallance: Percussion, Ausführender Produzent
- David Taylor: E-Bass
- Pat Steward: Schlagzeug und Backgroundgesang
- Tommy Mandel: Keyboard
- Jody Perpick: Hintergrund: Sound und Backgroundgesang
- Mickey Curry: Schlagzeug
- Tina Turner: Gesang auf It's Only Love
- Steve Smith: Schlagzeug
- Mike Fraser, Michael Sauvage: Toningenieure und Abmischung
- Bob Ludwig: Abmischung

## Kommerzieller Erfolg

### Chartplatzierungen

#### Album
| ChartsChartplatzierungen       | Höchstplatzierung | Wochen |
| ------------------------------ | ----------------- | ------ |
| Deutschland (GfK)              | 19 (61 Wo.)       | 61     |
| Kanada (MC)                    | 1 (83 Wo.)        | 83     |
| Schweiz (IFPI)                 | 10 (17 Wo.)       | 17     |
| Vereinigte Staaten (Billboard) | 1 (83 Wo.)        | 83     |
| Vereinigtes Königreich (OCC)   | 7 (118 Wo.)       | 118    |

| ChartsJahrescharts (1985) | Platzierung |
| ------------------------- | ----------- |
| Deutschland (GfK)         | 19          |

#### Singles
| Jahr | Titel                 | Höchstplatzierung, Gesamtwochen, AuszeichnungChartplatzierungen (Jahr, Titel, , Platzierungen, Wochen, Auszeichnungen, Anmerkungen) | Höchstplatzierung, Gesamtwochen, AuszeichnungChartplatzierungen (Jahr, Titel, , Platzierungen, Wochen, Auszeichnungen, Anmerkungen) | Höchstplatzierung, Gesamtwochen, AuszeichnungChartplatzierungen (Jahr, Titel, , Platzierungen, Wochen, Auszeichnungen, Anmerkungen) | Höchstplatzierung, Gesamtwochen, AuszeichnungChartplatzierungen (Jahr, Titel, , Platzierungen, Wochen, Auszeichnungen, Anmerkungen) | Höchstplatzierung, Gesamtwochen, AuszeichnungChartplatzierungen (Jahr, Titel, , Platzierungen, Wochen, Auszeichnungen, Anmerkungen) | Höchstplatzierung, Gesamtwochen, AuszeichnungChartplatzierungen (Jahr, Titel, , Platzierungen, Wochen, Auszeichnungen, Anmerkungen) | Anmerkungen                                                                         |
| Jahr | Titel                 | DE | AT | CH | UK | US | CA | Anmerkungen                                                                         |
| ---- | --------------------- | --- | --- | --- | --- | --- | --- | ----------------------------------------------------------------------------------- |
| 1984 | Run to You            | — | — | — | UK11 (13 Wo.)UK | US6 (19 Wo.)US | CA4 (23 Wo.)CA | Erstveröffentlichung: Oktober 1984                                                  |
| 1985 | Somebody              | — | — | — | UK35 (7 Wo.)UK | US11 (17 Wo.)US | CA13 (21 Wo.)CA | Erstveröffentlichung: Januar 1985                                                   |
| 1985 | Heaven                | DE28 (10 Wo.)DE | — | CH14 (8 Wo.)CH | UK38 (5 Wo.)UK | US1 (19 Wo.)US | CA11 (21 Wo.)CA | Erstveröffentlichung der Single: 9. April 1985 Erstveröffentlichung des Lieds: 1983 |
| 1985 | Summer of ’69         | DE62 (6 Wo.)DE | AT17 (11 Wo.)AT | — | UK42 (14 Wo.)UK | US5 (17 Wo.)US | CA11 (21 Wo.)CA | Erstveröffentlichung: Juni 1985                                                     |
| 1985 | One Night Love Affair | — | — | — | — | US13 (15 Wo.)US | CA19 (16 Wo.)CA | Erstveröffentlichung: September 1985                                                |
| 1985 | It’s Only Love        | DE44 (8 Wo.)DE | AT30 (2 Wo.)AT | CH16 (8 Wo.)CH | UK29 (8 Wo.)UK | US15 (14 Wo.)US | CA14 (15 Wo.)CA | Erstveröffentlichung: 21. Oktober 1985 mit Tina Turner                              |

### Auszeichnungen für Musikverkäufe
| Land/Region                  | Auszeichnungen für Musikverkäufe (Land/Region, Auszeichnung, Verkäufe) | Verkäufe  |
| ---------------------------- | ---------------------------------------------------------------------- | --------- |
| Australien (ARIA)            | Platin                                                                 | 70.000    |
| Dänemark (IFPI)              | Platin                                                                 | 20.000    |
| Deutschland (BVMI)           | Gold                                                                   | 250.000   |
| Italien (FIMI)               | Gold                                                                   | 25.000    |
| Kanada (MC)                  | Diamant (Standard) · + Platin (Remastered Edition)                     | 1.100.000 |
| Neuseeland (RMNZ)            | 6× Platin                                                              | 90.000    |
| Niederlande (NVPI)           | Platin                                                                 | 100.000   |
| Österreich (IFPI)            | Gold                                                                   | 25.000    |
| Polen (ZPAV)                 | Platin                                                                 | 60.000    |
| Schweiz (IFPI)               | Platin                                                                 | 50.000    |
| Vereinigte Staaten (RIAA)    | 5× Platin                                                              | 5.000.000 |
| Vereinigtes Königreich (BPI) | 3× Platin                                                              | 900.000   |
| Insgesamt                    | 3× Gold · 20× Platin · 1× Diamant ·                                    | 7.690.000 |

Hauptartikel: Bryan Adams/Auszeichnungen für Musikverkäufe